# Cutty Sark (schip, 1869)
De Cutty Sark is een vrachtschip met zeilen, een klipper, die werd gebouwd in 1869 in Dumbarton, Schotland. Het schip verwierf grote roem door de races tegen zijn grote concurrent, de Thermopylae, en andere theeklippers. De Cutty Sark is gerestaureerd en te bezoeken in Greenwich.

## Constructie
Net als veel andere schepen uit die tijd bestaat de Cutty Sark uit een smeedijzeren frame met daar overheen houten planken. Die planken waren bekleed met koperen platen tegen de aangroei. Het schip is in totaal 85,4 meter lang, 11 meter breed en weegt bijna 836 ton. Het schip werd gebouwd door de firma Scott & Linton voor Captain John "White Hat" Willis. Het bestek was zo zwaar dat de scheepswerf eraan failliet ging en de Cutty Sark uiteindelijk bij een andere scheepswerf diende te worden afgewerkt. De Cutty Sark is met de beste materialen gebouwd, daardoor is hij zo goed bewaard gebleven. Op 22 november 1869 werd het schip te water gelaten.

## Reizen
Het schip legde zijn eerste reis naar China om daar thee te halen af in een tijd van 69 dagen. Alle volgende reizen op een na werden binnen 75 tot 80 dagen voltooid. De grote concurrent, de Thermopylae, slaagde daar maar één keer in. Algemeen wordt aangenomen dat de Thermopylae iets sneller was maar dat de grotere capaciteiten van Cutty Sarks kapitein het schip (bijna) telkens weer de theerace deed winnen, zij het soms met een nipt verschil van enkele uren.
In 1873 was het vervoer van thee per zeilschip voorbij. De stoomschepen hadden de klippers qua snelheid ingehaald. Ook de opening van het Suezkanaal (1869) speelde daarbij een rol. Vanaf die tijd ging de Cutty Sark varen tussen Londen en Australië voor het woltransport. In verband met de mogelijkheid van het gevaarlijke zwellen van de wol en van explosies was het schip daar wegens zijn robuuste bouw uitermate geschikt voor.
In 1897 verkocht John Willis het schip aan het Portugese bedrijf Ferreira. Het schip zelf kreeg toen ook de naam Ferreira en werd niet meer getuigd als een klipper maar als een bark. In de 20e eeuw werd het schip nogmaals verkocht en van naam gewijzigd, tot in 1922 Wilfred Dowman het schip kocht en het in de oorspronkelijke staat terugbracht. Na zijn dood werd het schip tot 1954 gebruikt als opleidingsschip voor cadetten. Later werd de Cutty Sark bekend door een naar het schip genoemde whisky en de zeilrace The Cutty Sark Tall Ships Races.

## Restauratie en brand
De Cutty Sark is gerestaureerd in opdracht van Wilfred Dowman. Het schip ligt sindsdien in een droogdok bij het Nationale Zeevaartmuseum in Greenwich (Londen). Het is voor het publiek toegankelijk.
Op 21 mei 2007 brak brand uit op het schip dat op dat moment in restauratie was. De masten en het interieur waren elders opgeslagen voor reparatie en onderhoud. De schade was aanzienlijk, maar men gaat ervan uit dat ongeveer 90% van de originele constructie gered is. Op 25 april 2012 werd het schip plechtig heropend door Elizabeth II van het Verenigd Koninkrijk. De restauratie kostte 25 miljoen pond (30,6 miljoen euro) waarvan 10 miljoen pond brandschade. In 2012 werd het scheepsmuseum ook onderdeel van de Royal Museums Greenwich. 
In 2014 brak opnieuw brand uit, ditmaal op het dek, maar de schade bleef relatief beperkt.